# Hungerburgbahn
Die Hungerburgbahn ist eine am 1. Dezember 2007 eröffnete Standseilbahn in der Tiroler Landeshauptstadt Innsbruck, die Stationen wurden nach den Plänen der Architektin Zaha Hadid erbaut.
Die Hungerburgbahn verbindet die Innenstadt über eine geschwungene Trasse mit der Hungerburg am Berghang nördlich des Inns und ersetzte die alte Hungerburgbahn von 1906. Diese verlief steiler, fast geradlinig und fast genau 1 km weniger weit nur vom rechten, südlichen Innufer aus. Die neue Hungerburgbahn von 2007 hingegen verläuft nach Überquerung des Inns am südlichen Innufer entlang und danach noch weiter Richtung Stadtzentrum bis zum Kongresshaus. Nur auf den letzten 100 Metern nutzen die alte und die neue Bahn die gleiche Trasse zur selben Bergstation, woran noch die stählerne Innbrücke und weit oben ein Betonviadukt der alten Bahn erinnern.
Die neue Hungerburgbahn gilt als eines der Wahrzeichen der Stadt, zwei Abschnitte verlaufen unterirdisch in Tunneln, sie ist eingleisig mit mittiger Ausweiche und mit 1.440 mm Spurweite geringfügig breiter als in Normalspur ausgeführt.

## Weblinks

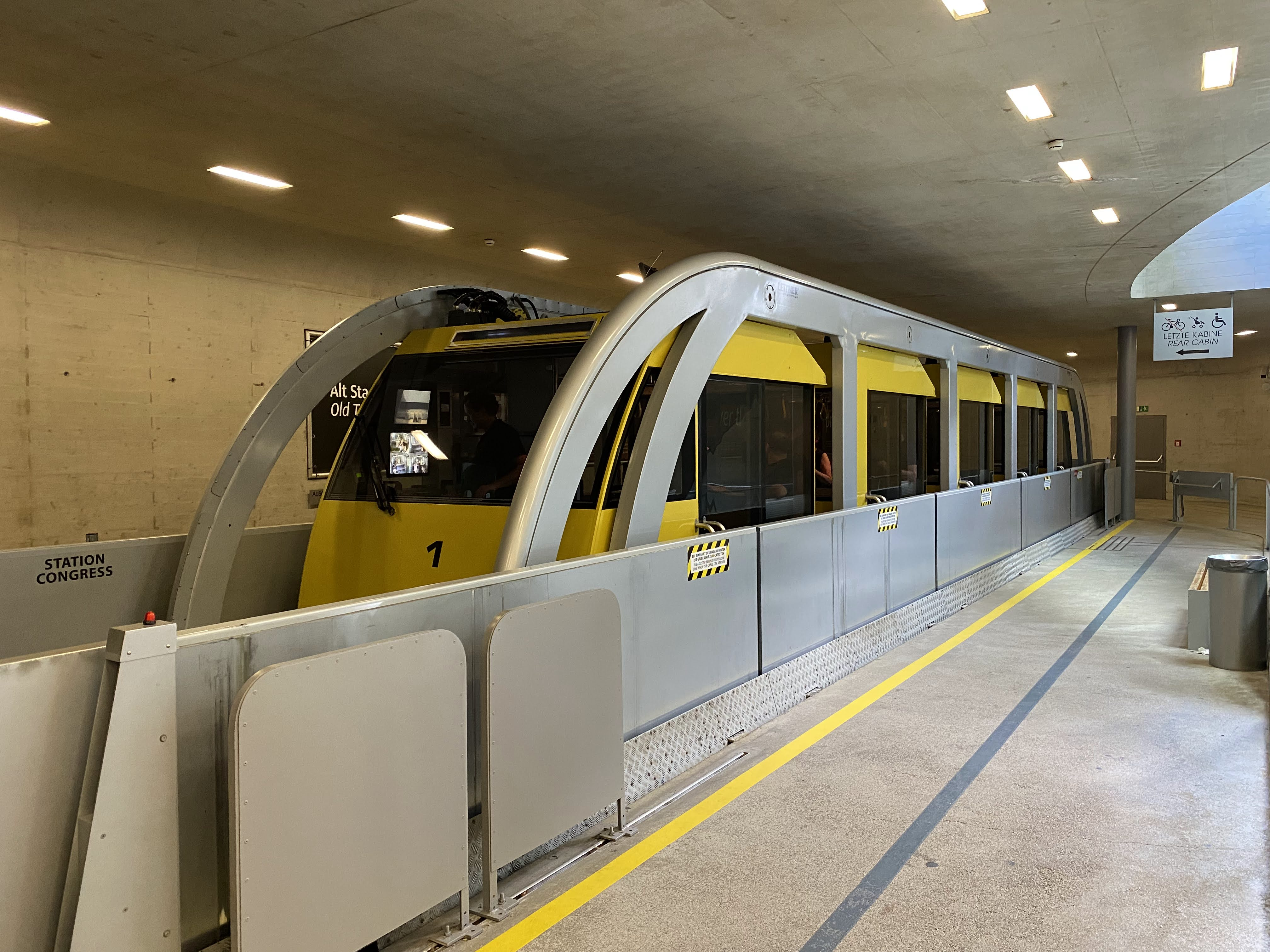
Station Altstadt mit Wagen Nr. 1

## Neubau-Projekt

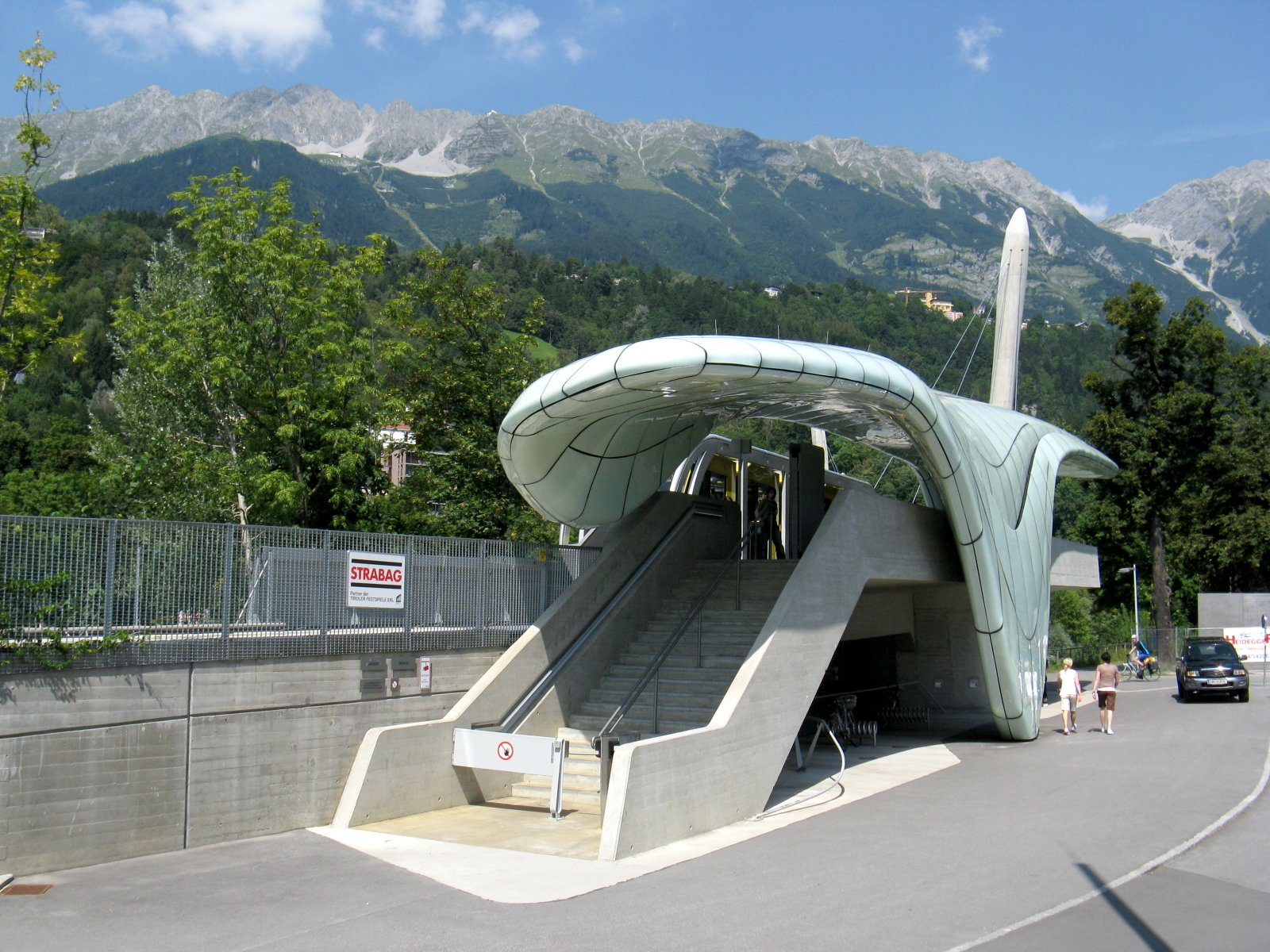
Station ORF Tirol

Ein Neubau der Bahn wurde bereits seit den 1940er Jahren diskutiert. Damals wurde vom Gauleiter Hofer die Entfernung des „störenden“ Rundgemäldes und der Stahlbrücke der Hungerburgbahn angestrebt.

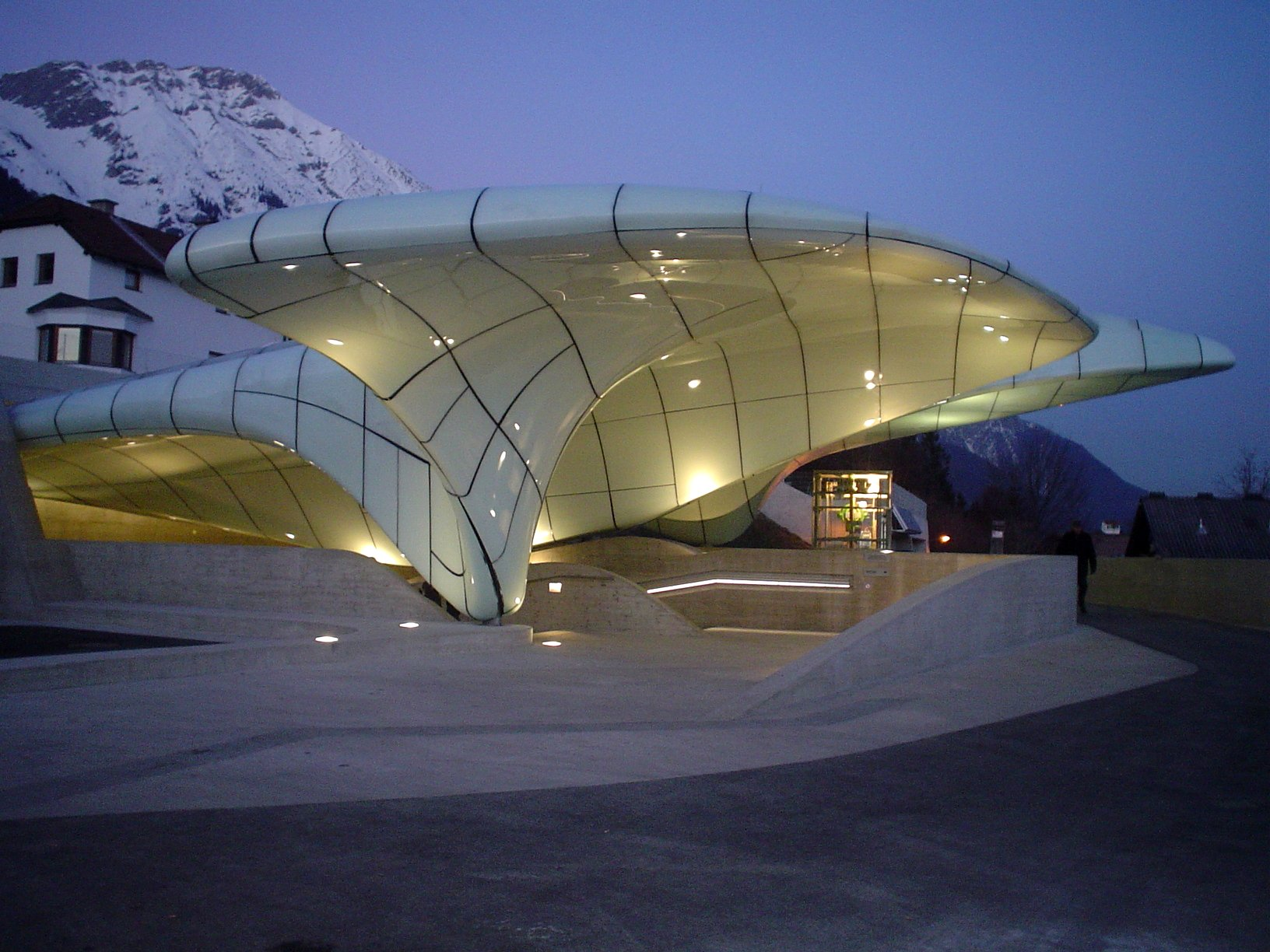
Station Hungerburg am Hermann-Buhl-Platz

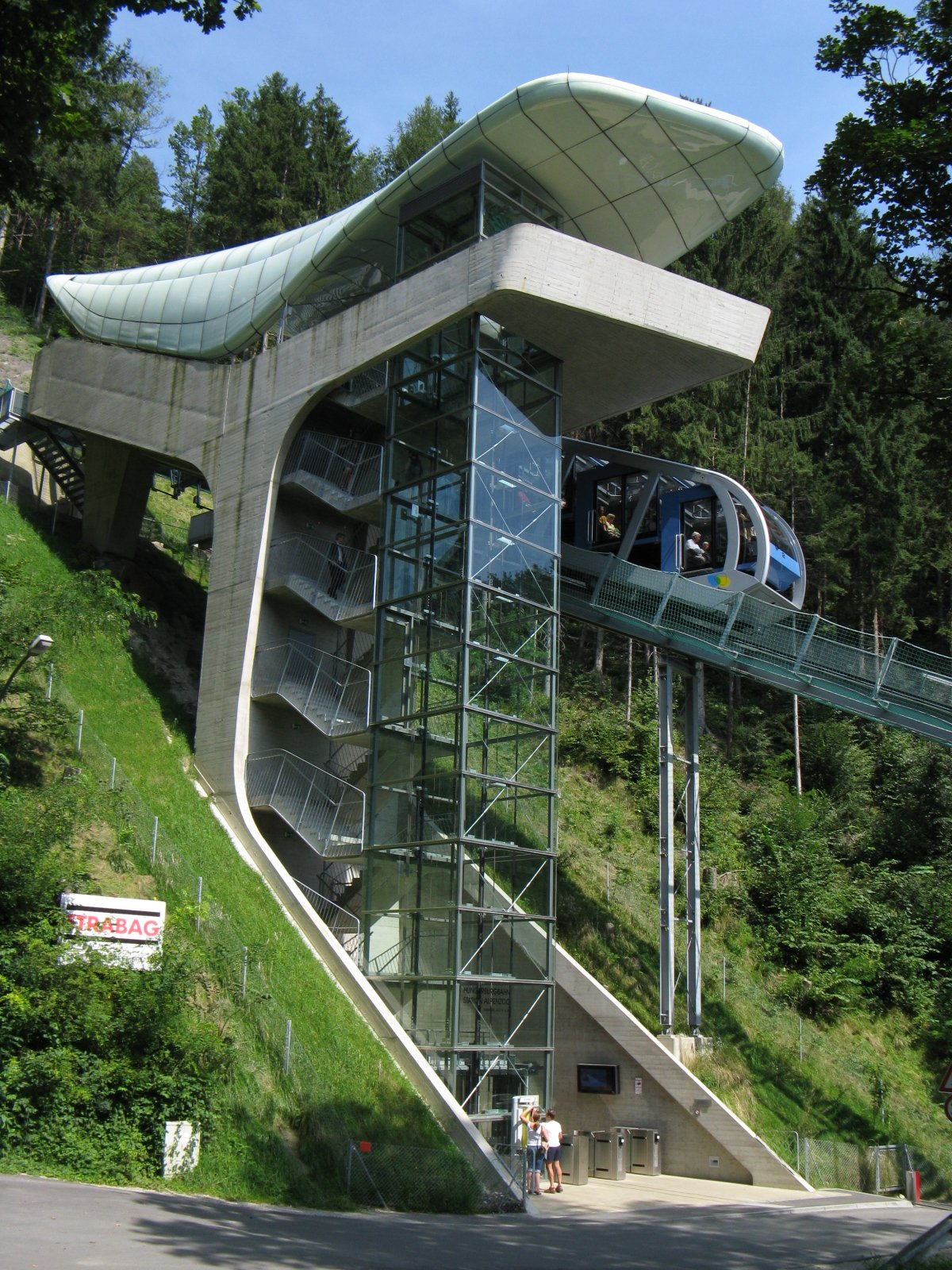
Station Alpenzoo mit Wagen Nr. 2

1985 wurde von Stadtrat Knoll die im Volksmund „Knollmetro“ genannte unterirdische Standseilbahn direkt vom Saggen auf die Seegrube beworben. Es folgten weitere Projekte – wie z. B. die „Golden Line“, eine Art schienengebundene Umlaufbahn eines Zillertaler Seilbahnunternehmens. Dieses und andere erwogene Projekte waren jedoch in der Bevölkerung stark umstritten, da keine nachweisliche Verbesserung der Verkehrsanbindung erzielt werden konnte.
Nach zwei Jahren Bauzeit wurde im Dezember 2007 die neue Hungerburgbahn mit einem altstadtnäheren, unterirdischen Endbahnhof beim Kongresshaus und einer teilweise unterirdischen Trassenführung unter einer Durchzugsstraße und im Berghang in Betrieb genommen. Die renommierte Architektin Zaha Hadid, die in Innsbruck schon die Bergiselschanze geplant hatte, konnte mit ihrem Projekt einen ausgeschriebenen Wettbewerb gewinnen. Das Projekt wurde als Public Private Partnership zwischen Stadt Innsbruck, STRABAG und Leitner AG finanziert und realisiert. Das Unternehmen betreibt die Bahn über einen limitierten Zeitraum. Danach fallen die Anlagen an die Stadt zurück.
Die Strecke beginnt unterirdisch bei der Station Altstadt am östlichen Ende des Kongresshauses, folgt in einem 371,5 m langen Tunnel der Europaratsallee und dem Rennweg und kommt bei der Zwischenstation Station ORF Tirol wieder an die Oberfläche. Nach Überquerung des Inns über eine 242 m lange S-förmige Schrägseilstahlbrücke mit zwei Pylonen führt die Trasse ein Stück weit am St. Nikolauser Innufer oberirdisch entlang, um dann in den 445 m langen Weiherburgtunnel zu münden, in dem die Streckenmitte und somit die Ausweiche liegt. Ab der Zwischenstation Station Alpenzoo führt die Strecke oberirdisch auf einer 462 m langen Stahlbetonbrücke und mündet kurz vor der Bergstation Station Hungerburg in die alte Trasse.

Eine Besonderheit der neuen Hungerburgbahn ist, obwohl sie nicht die Maximalsteigung der Vorgängerbahn erreicht, die sich stark ändernde Längsneigung sowohl während des Trassenverlaufs als auch an den verschiedenen Haltepunkten. Aus diesem Grund konzipierte Leitner Technologies eine Neigungseinrichtung mit einem Schrittmotor, der über das Kopierwerk verstellt wird, für die beiden Standseilbahnfahrzeuge. Diese bestehen jeweils aus fünf, in einem gemeinsamen Rahmen aufgehängten, Fahrgastabteilen. Die aktive Verstellung der Neigung erlaubt ein Stehen in und Ein- und Aussteigen aus horizontalen Abteilen an den Haltepunkten und somit Haltepunkte sowohl in der Ebene als auch an der Schräge des Berghangs. Mit den beiden jeweils 130 Personen fassenden Fahrzeugen wird eine Beförderungskapazität von 1.200 Personen pro Stunde und Richtung erreicht.
Die Bahn wird vorwiegend touristisch genutzt, da sie im Stadtverkehr nur wenig verkehrlichen Nutzen hat. Hauptsächlich hofft man auf Einnahmen durch den Kongresstourismus. Deshalb bildet die Bahn mit Kongresshaus, Parkhäusern und Busparkplätzen im Bereich der Sozial- und Wirtschaftswissenschaftlichen Fakultät der Universität Innsbruck eine organisatorische Einheit, während sie von wichtigen Schienen-ÖPNV-Achsen der Stadt etwa einen halben Kilometer entfernt ist – die direkte Anbindung der Station Altstadt ist nur durch eine innerstädtische Buslinie gegeben.
Die Bahn soll auch dem ÖPNV zwischen Stadt und Hungerburg dienen. Allerdings ist die Anbindung sowohl in der Stadt als auch auf der Hungerburg selbst abgelegen, da die Bahn zwischen 500 m und 1 km östlich der Wohnsiedlungen am Abhang der Hungerburg verläuft und von diesen, wie auch vom Alpenzoo, durch die zergliederte Topographie getrennt ist. Die Stadt Innsbruck finanziert zusätzlichen Randzeitenbetrieb und ermöglicht die Benutzung mit normalen Verkehrsverbunds-Kernzonentickets (Monats-, Halbjahres- und Jahresticket).

### Bürgerproteste
Die Durchsetzung des Neubauprojektes seitens der Stadtführung war bis zuletzt von Bürgerinitiativen und städtischer Opposition massiv kritisiert worden – der Forderung nach Abhaltung einer Volksbefragung zur Zukunft der Hungerburgbahn wurde aber nicht entsprochen. Die ehemals denkmalgeschützte Bahn sollte noch wenige Wochen vor ihrem hundertsten Geburtstag als Wahrzeichen der Stadt Innsbruck erhalten und der Abriss in letzter Minute verhindert werden. Überdies gab es Kritik an der geplanten De-facto-Privatisierung der Bahn im Rahmen des Neubauprojektes und der damit verbundenen Befürchtung, dass die Fahrpreise erheblich steigen könnten. So musste auch der Spatenstich für das neue Bahnprojekt unter Polizeischutz vorgenommen werden.
Als letzter Betriebstag der alten Hungerburgbahn wurde kurzfristig und ohne Vorankündigung der 8. Dezember 2005 festgesetzt. Dem Personal wurden Abschiedsfeiern oder Hinweise an die Öffentlichkeit über das Ende des Betriebes verboten.

## Fahrzeuge
Die neue Hungerburgbahn verfügt wie ihr Vorgänger über zwei Fahrgastkabinen, welche sich auf der Mitte der Strecke begegnen. Der Wagen Nr. 1 ist gelb lackiert mit silbernen Trägern, Wagen Nr. 2 trägt einen blauen Lack mit ebenfalls silbernen Trägern.